# Anna Friel
Anna Louise Friel (ur. 12 lipca 1976 w Rochdale) – brytyjska aktorka filmowa i telewizyjna, która wystąpiła m.in. w serialu Gdzie pachną stokrotki, za rolę w którym była nominowana do Złotego Globu.

## Życiorys
Jako nastolatka występowała na deskach teatrów w Wielkiej Brytanii. W 1989 roku przyłączyła się do Oldham Theatre Workshop. W 1991 roku wystąpiła w serialu G.B.H.. Na początku lat 90. pojawiła się w innych produkcjach telewizyjnych, takich jak: Coronation Street, Going live, In Suspicious Circumstances, Medics i Emmerdale. W 1993 roku rozgłos zyskała dzięki roli lesbijki, Beth Jordache, w operze mydlanej Brookside. Za tę rolę otrzymała National Television Awards w kategorii najbardziej popularnej aktorki.
W 1997 roku zagrała na dużym ekranie w filmie Dziewczyny z farmy. Film zebrał pozytywne recenzje, pomimo że nie był znany poza granicami Wielkiej Brytanii. Później pojawiła się w filmie Pawła Pawlikowskiego The Stringer oraz Towarzystwie.
Rok 1999 zaowocował kreacjami w irlandzkiej produkcji Wszystko z miłości oraz w Śnie nocy letniej.
W 1999 roku zdobyła uznanie występując na londyńskiej scenie w przedstawieniu Patricka Marbera Closer, gdzie zagrała striptizerkę. Rola ta utorowała jej drogę do Broadwayu, gdzie także zdobyła uznanie, grając między innymi w spektaklu Lulu.
W roku 2000 zagrała w filmie Barry’ego Levinsona Co za tupet! oraz w filmie Seks, miłość i rock’n’roll z 2001 roku. Dwa lata później Friel wystąpiła w wysokobudżetowej produkcji scence-fiction Linia czasu na podstawie powieści Michaela Crichtona.
Kolejne lata w karierze Friel to między innymi filmy telewizyjne: The Jury (2004) i Perfect Strangers (2004) oraz kinowe: dramat Gol! (2005) oraz komedia Irlandzki numer (2005). W latach 2007–2009 grała w serialu Gdzie pachną stokrotki rolę Charlotte, za którą została nominowana do Złotego Globu.

## Życie prywatne
Anna Friel mieszka w Londynie. Jej partnerem był aktor David Thewlis, z którym rozstała się w 2010. Mają razem córkę - Gracie Mary.

## Filmografia
- Poważne uszkodzenie ciała (G.B.H., 1991) jako Susan Nelson
- Emmerdale Farm (1992) jako Poppy Bruce
- Medics (1993) jako Holly Jarrett (gościnnie)
- Brookside (1993–1995) jako Beth Jordache
- Opowieści z krypty (Tales from the Crypt, 1996) jako Angelica (gościnnie)
- Kroniki braciszka Cadfaela (Cadfael, 1996) jako Sioned (gościnnie)
- Towarzystwo (The Tribe, 1998) jako Lizzie
- The Stringer (1998) jako Helen
- Wszystko z miłości (St. Ives, 1998) jako Flora
- Nasz wspólny przyjaciel (Our Mutual Friend, 1998) jako Bella Wilfer
- Dziewczyny z farmy (The Land Girls, 1998) jako Prue (Prudence)
- Spekulant (Rogue Trader, 1999) jako Lisa Neeson
- Szalone krowy (Mad Cows, 1999) jako Maddy
- Sen nocy letniej (A Midsummer Night’s Dream, 1999) jako Hermia
- Sunset Strip (2000) jako Tammy Franklin
- Co za tupet! (Everlasting Piece, An, 2000) jako Bronagh
- Seks, miłość i rock’n’roll (Me Without You, 2001) jako Marina
- The Fear (2001) jako Storyteller
- The War Bride (2001) jako Lily
- Fields of Gold (2002) jako Lucia Merritt
- Last Rumba in Rochdale (2003) jako Bodney
- Watermelon (2003) jako Claire Ryan
- Linia czasu (Timeline, 2003) jako lady Claire
- Idealni nieznajomi (Perfect Strangers, 2004) jako Susie Wilding
- The Jury (2004) jako Megan Delaney
- Cordless (2005) jako Diana
- Gol! (Goal!, 2005) jako Roz Harmison
- Motel Niagara (Niagara Motel, 2005) jako Denise
- Irlandzki numer (Irish Jam, 2006) jako Maureen
- Guns, Money and Homecooking (2006) jako Cindy
- Gdzie pachną stokrotki (Pushing Daisies[1], 2007–2009) jako Charlotte 'Chuck' Charles (serial TV)
- Gol 2: Żyjąc marzeniem (Goal II: Living the Dream, 2007) jako Roz
- Bathory (2008) jako Elżbieta Batory
- Zaginiony ląd (Land of the Lost, 2009) jako Holly Cantrell
- Poznasz przystojnego bruneta (You Will Meet a Tall Dark Stranger, 2010) jako Iris
- Londyński bulwar (London Boulevard, 2010) jako Briony
- Jestem Bogiem (Limitless), 2011) jako Melissa
- Prawdziwa historia króla skandali (The Look of Love), 2013) jako Jean Raymond
- American Odyssey (2015)  jako Odelle Ballard (serial TV)
- Bitwa o ciężką wodę (Kampen om tungtvannet), 2015) jako Julie Smith (miniserial)
- Dziewczyna z doświadczeniem (The Girlfriend Experience[1], 2017) jako Erica Myles (serial TV)
- Butterfly[1] (2017) jako Vicky (miniserial)